# 2576 Yesenin
2576 Yesenin је астероид главног астероидног појаса чија средња удаљеност од Сунца износи 3,090 астрономских јединица (АЈ).
Апсолутна магнитуда астероида је 11,3.